# Ole Bjerke
Ole Gutormsen Bjerke (* 13. April 1881 in Hof; † 15. April 1959 in Åsnes) war ein norwegischer Sportschütze. 

## Biografie
Ole Bjerke belegte bei den Olympischen Sommerspielen 1912 in Stockholm im Dreistellungskampf mit dem Armeegewehr den 80. Platz.